# Крістіан Ярдлер
Крістіан Ярдлер (швед. Christian Järdler, нар. 3 червня 1982, Енгельгольм) — шведський футболіст, що грав на позиції захисника. По завершенні ігрової кар'єри — тренер. З 2022 року очолює тренерський штаб команди «Еребру».
Виступав, зокрема, за клуби «Гельсінгборг» та «Гальмстад», а також молодіжну збірну Швеції.

## Клубна кар'єра
Народився 3 червня 1982 року в місті Енгельгольм. Вихованець футбольної школи клубу «Енгельгольм ФФ». Дорослу футбольну кар'єру розпочав 1999 року в основній команді того ж клубу, в якій того року взяв участь у 20 матчах чемпіонату. 
Своєю грою за цю команду привернув увагу представників тренерського штабу клубу «Гельсінгборг», до складу якого приєднався 2000 року. Відіграв за команду з Гельсінгборга наступні чотири сезони своєї ігрової кар'єри.
Згодом з 2005 по 2008 рік грав у складі команд «Генчлербірлігі» та «Мальме».
У 2009 році перейшов до клубу «Гальмстад», за який відіграв 4 сезони. Більшість часу, проведеного у складі «Гальмстада», був основним гравцем команди. Завершив професійну кар'єру футболіста виступами за команду «Гальмстад» у 2013 році.

## Виступи за збірну
Протягом 2003–2004 років залучався до складу молодіжної збірної Швеції. На молодіжному рівні зіграв у 5 офіційних матчах.

## Кар'єра тренера
Розпочав тренерську кар'єру, ще продовжуючи грати на полі, 2012 року, очоливши тренерський штаб жіночої команди «Енгельгольм ФФ», де пропрацював з 2012 по 2014 рік.
Протягом тренерської кар'єри також очолював команди «Енгельгольм ФФ», «Вернамо», «Естерс» та «М'єльбю», а також входив до тренерських штабів клубів «Енгельгольм ФФ», «М'єльбю» та «Еребру».
З 2022 року очолює тренерський штаб команди «Еребру».